# Comuna Somova, Tulcea
Somova este o comună în județul Tulcea, Dobrogea, România, formată din satele Mineri, Parcheș și Somova (reședința).

## Etimologie
După unele păreri, denumirea comunei provine de la peștele din specia somn, destul de frecvent întâlnit pe vremuri în lacurile din apropiere.

## Demografie
Componența etnică a comunei Somova
     Români (89,13%)
     Alte etnii (0,57%)
     Necunoscută (10,29%)
Componența confesională a comunei Somova
     Ortodocși (88,01%)
     Alte religii (0,92%)
     Necunoscută (11,07%)
Conform recensământului efectuat în 2021, populația comunei Somova se ridică la 4.878 de locuitori, în creștere față de recensământul anterior din 2011, când fuseseră înregistrați 4.388 de locuitori. Majoritatea locuitorilor sunt români (89,13%), iar pentru 10,29% nu se cunoaște apartenența etnică. Din punct de vedere confesional, majoritatea locuitorilor sunt ortodocși (88,01%), iar pentru 11,07% nu se cunoaște apartenența confesională.

## Istoric
Există lansată ipoteza că ruinele dintre satele Somova și Parcheș ar fi vestigiile cetății antice Genucla.

## Politică și administrație
Comuna Somova este administrată de un primar și un consiliu local compus din 15 consilieri. Primarul, Gheorghe Năstase[*], de la Partidul Național Liberal, este în funcție din octombrie 2020. Începând cu alegerile locale din 2024, consiliul local are următoarea componență pe partide politice:
|  | Partid                                  | Consilieri | Componența Consiliului | Componența Consiliului | Componența Consiliului | Componența Consiliului | Componența Consiliului | Componența Consiliului | Componența Consiliului | Componența Consiliului |
|  | --------------------------------------- | ---------- | ---------------------- | ---------------------- | ---------------------- | ---------------------- | ---------------------- | ---------------------- | ---------------------- | ---------------------- |
|  | Partidul Național Liberal               | 8          |                        |                        |                        |                        |                        |                        |                        |                        |
|  | Partidul Social Democrat                | 4          |                        |                        |                        |                        |                        |                        |                        |                        |
|  | Reînnoim Proiectul European al României | 2          |                        |                        |                        |                        |                        |                        |                        |                        |
|  | Alianța pentru Unirea Românilor         | 1          |                        |                        |                        |                        |                        |                        |                        |                        |

## Personalități
- Traian I. Coșovei (1921 - 1993), prozator, poet și reporter Nerone Lupașcu (1907 - 1976), ofițer în Al Doilea Război Mondial